# Витория-да-Конкиста
Витория-да-Конкиста (порт. Vitória da Conquista) — город и муниципалитет в Бразилии, входит в штат Баия. Составная часть мезорегиона Юго-центральная часть штата Баия. Входит в экономико-статистический микрорегион Витория-да-Конкиста. Население составляет 308 204 человека на 2007 год. Занимает площадь 3204,257 км². Плотность населения — 90,4 чел./км².

## История
Город основан в 1840 году.

## Статистика
- Валовой внутренний продукт на 2005 год составляет 1 793 825 000 реалов (данные: Бразильский институт географии и статистики).
- Валовой внутренний продукт на душу населения на 2005 год составляет 6274 реала (данные: Бразильский институт географии и статистики).
- Индекс развития человеческого потенциала на 2000 год составляет 0,708 (данные: Программа развития ООН).

## География
Климат местности: горный тропический. В соответствии с классификацией Кёппена, климат относится к категории Cfb.

## Фотогалерея

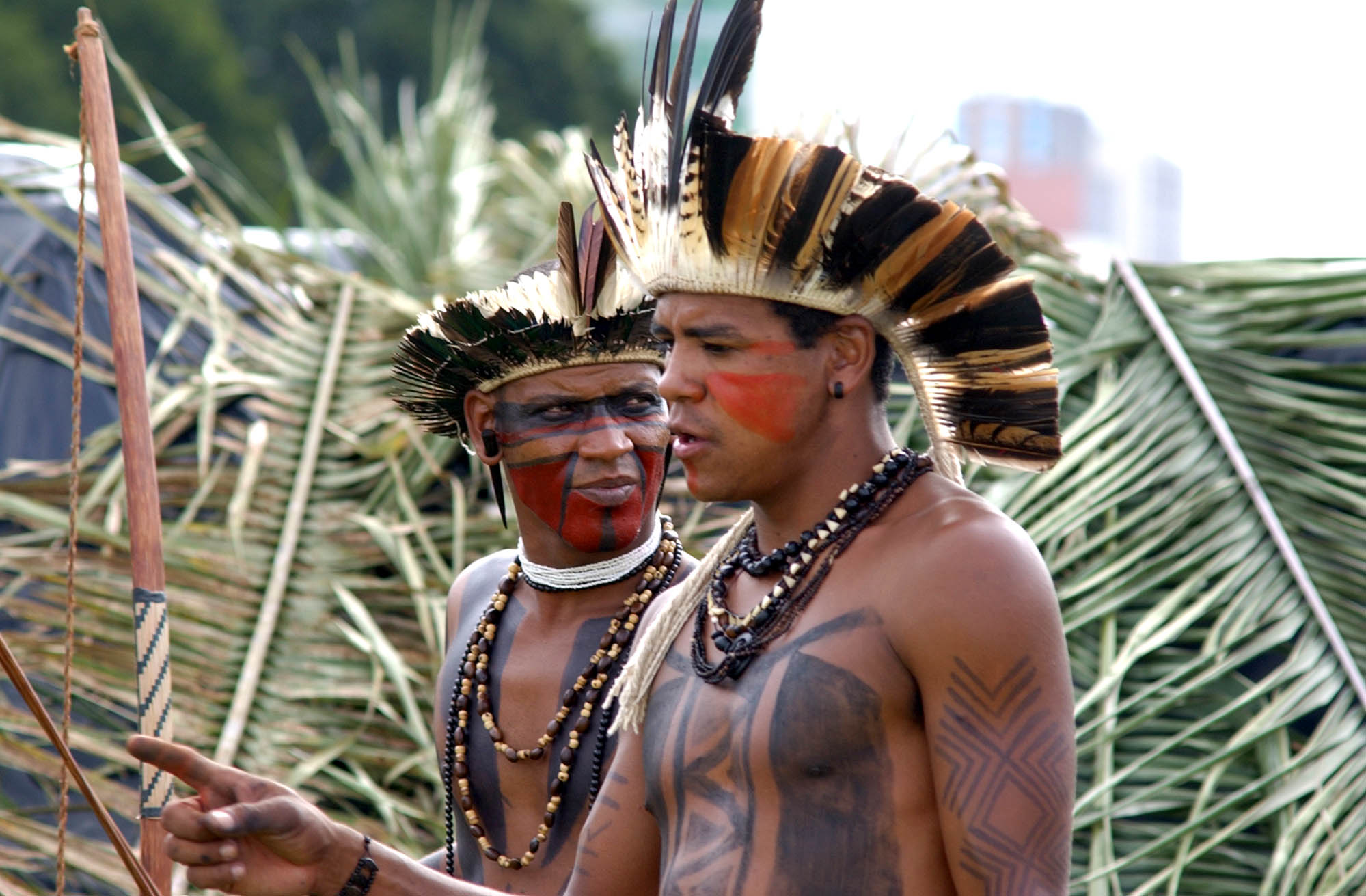